# سیلینگ لابویا
سیلینگ لابویا (انگلیسی: Siling labuyo) یک نوع فلفل تند است که معمولاً در فیلیپین یافت می‌شود. نام‌های دیگری که در زبان محلی به این گیاه اطلاق می‌شود عبارتند از «سیلیت دیابلو» و «چیلنگ باندک»

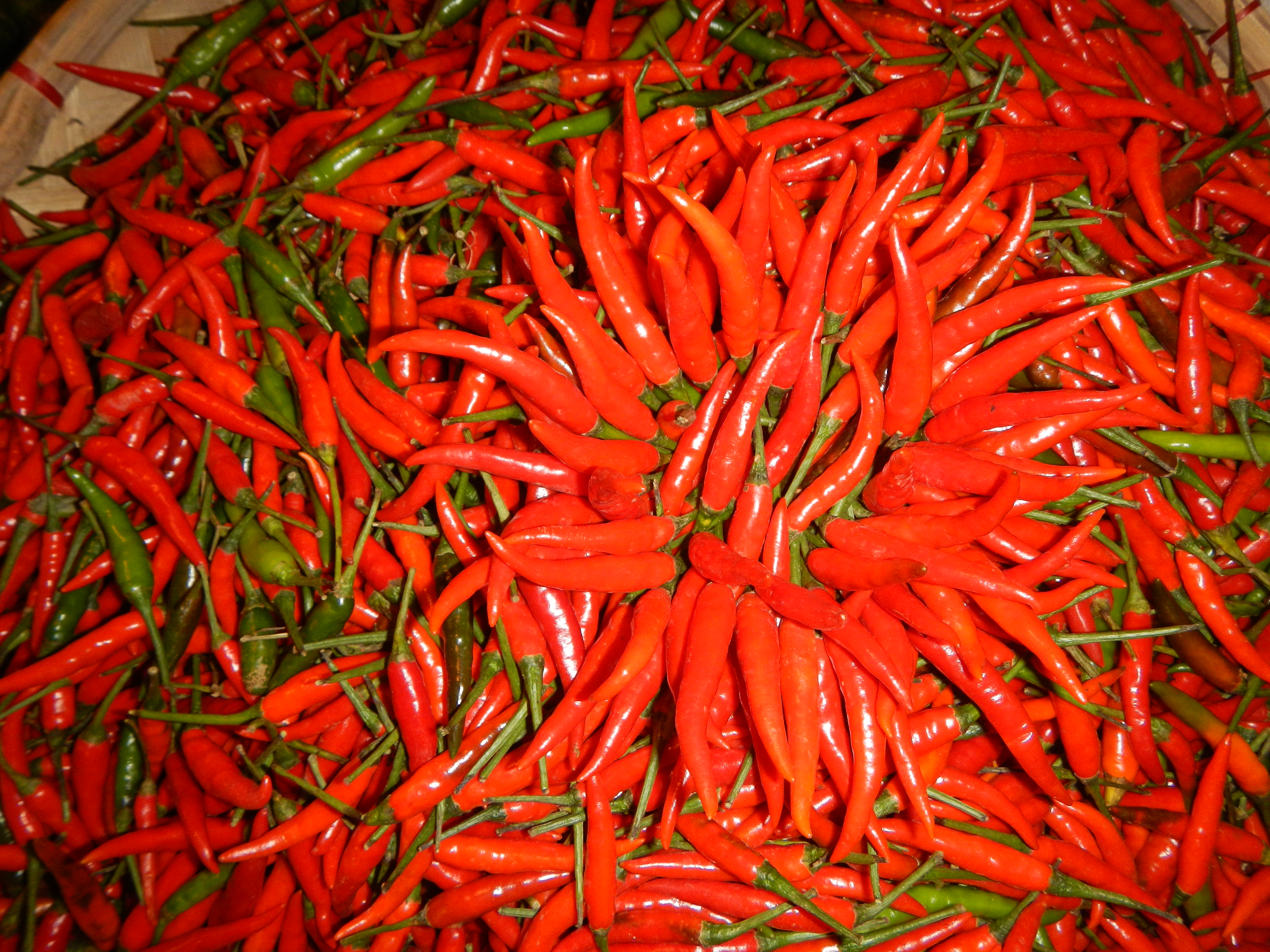
سیلینگ لابویا